# Maximilian Engl
Maximilian Engl (* 31. Dezember 1997) ist ein deutscher Fußballspieler.

## Karriere
Nach seinen Anfängen in der Jugend des 1. SC Gröbenzell und des SC Fürstenfeldbruck wechselte er in die Jugendabteilung des TSV 1860 München. Nach einer Saison in der zweiten Mannschaft der Münchener wechselte er im Sommer 2017 in die 3. Liga zum FC Rot-Weiß Erfurt. Dort kam er zu seinem ersten Einsatz im Profibereich, als er am 33. Spieltag bei der 0:5-Heimniederlage gegen den Chemnitzer FC in der Startformation stand. Zur Saison 2018/19 wechselte er in die Regionalliga Bayern zum VfR Garching.
Nach einer Saison in Garching schloss sich Engl zur Saison 2019/20 dem ambitionierten Regionalliga-Aufsteiger Türkgücü München an. Mit diesem gelang ihm der Aufstieg in die 3. Liga, in der er aber in der folgenden Saison ohne Einsatz blieb. Im Sommer 2021 schloss er sich dem FC Augsburg an, für dessen Zweitvertretung in der Regionalliga er spielte.
Zur Saison 22/23 wechselte Engl zum Regionalligisten Kickers Offenbach.

## Erfolge
Türkgücü München
- 2020: Aufstieg in die 3. Liga als Meister der Regionallig Bayern (bei Abbruch)
- 2021: Bayerischer Toto-Pokal-Sieger